# Cormac Ulfada
Cormac Ulfada („Długobrody”) lub Cormac mac Airt – na wpół legendarny zwierzchni król Irlandii z dynastii Milezjan (linia Eremona) w latach 254-277, syn zwierzchniego króla Irlandii Arta III Aonfera („Samotnika”) i Echtach, córki kowala Olc Achy (Alchataiga).
Cormac jest prawdopodobnie najbardziej znanym z dawnych zwierzchnich królów i mógł być autentyczną postacią historyczną, chociaż dużo legend przywiązało się do niego. Panowanie jego jest rozmaicie datowane, od II wieku do IV wieku n.e. Mówi się o nim, że za jego panowania w Tarze, siedzibie władców Irlandii, kraj zakwitnął. O bohaterze Fionnie mac Cumhaill przypuszcza się, że żył w czasach Cormaca. Większość historii cyklu Fionna, czyli osjanicznego, umieszcza go podczas panowania Cormaca.

## Urodzenie i dzieciństwo
Ojcem Cormaca był dawny arcykról Art III mac Cuinn, natomiast matką była Echtach (Achtan), córka Alchataiga (Olc Achy), kowala (albo druida) z Connachtu. Według legendy Olc Acha ugościł Arta noc przed bitwą pod Maigh Mucruimhe. Zgodnie z proroctwem, które otrzymał kowal, że wielka godność pochodziłaby z jego linii, postanowił zaoferować arcykrólowi swą córkę na noc. Tej nocy Cormac miał być poczęty. Następnego dnia Art został pokonany i zabity w bitwie pod Magh Mucruimhe, przez siostrzeńca Lugaida MacConna i jego cudzoziemskich wojowników. Lugaid stał się nowym arcykrólem. Cormac, jako niemowlę, został zabrany przez wilczycę i wychowywany z jej młodymi. Myśliwy znalazł go i przyniósł go do jego matki. Wówczas Echtach wzięła go do Fiachry Cassána, który był dawnym opiekunem Arta.

## Rządy
Rządy Lugaida były niepopularne w Irlandii. Gdy wydał niesprawiedliwy wyrok, dom zaczął się walić. Za jego panowania trawa nie rosła na łąkach, zboże na polach i liście na drzewach. Z tego powodu niezadowoleni poddani postanowili wypędzić Lugaida. Ale Cormac był niezdolny do objęcia zwierzchniej władzy nad Irlandią. Bowiem został wyparty do Connachtu przez Ulatów, mieszkańców Ulsteru, oraz zmuszony do dania zakładników. Arcykrólem został król Ulaidu, Fergus III Duibdedach. Cormac obrażony podczas uczty zorganizowanej przez Ulatów, postanowił podąrzyć do Munsteru, by zaciągnąć najemników, zwanych fianna. Ich wodzem był Tadg mac Céin, dziadek Fionna mac Cumhaill. Cormac obiecał mu tyle ziemi na równinie zwanej Brega, ile zdoła objechać swym rydwanem przed końcem dnia, jeżeli mu pomoże w zdobyciu tronu. Cormac pomaszerował z nimi przeciw Fergusowi. W bitwie pod Crinna rozgromił z ich pomocą armię Ulatów. Tadg postanowił objeżdżając równinę Brega, objąć także samą Tarę. Jednak był mocno zraniony i mdlał podczas objazdu. Kiedy przyszedł i poprosił swego woźnicę, czy by podjechał jeszcze do Tary. Kiedy woźnica odmówił, Tadg zabił go, przed skończeniem przez niego objazdu. Cormac natknął się na niego i rozkazał, żeby lekarze wyleczyli jego rany. Leczenie Tadga zajęło cały rok. Cormac, mając wolną drogę, objął zwierzchni tron Irlandii, zaś Tadg objął wraz ze swymi zaciężnymi osiedlił się na równinie Brega.
Cormac posiadał cudowny złoty puchar podarowany przez boga morza Manannana mac Lir w Krainie Żywych. Jeśli wypowiedziano nad nim trzy kłamstwa, puchar pękał na trzy części; aby go znów scalić, trzeba było powiedzieć trzy rzeczy prawdziwe. Używał go, by odróżnić kłamstwo od prawdy. Kiedy zmarł, puchar zniknął, tak jak przepowiedział Manannan. Panowanie Cormaca przebiegało na walkach w wielu bitwach. Poskromił Ulaid i Connacht oraz prowadził rozwlekłą kampanię przeciw Munsterowi. W czternastym roku swego panowania pożeglował do Brytanii, gdzie dokonał podbojów. Mówi się o nim, że zapoczątkował coroczne zgromadzenia w Tarze. Obok obrad politycznych odbywały się także targi oraz igrzyska. Miał po abdykacji opracować Teagusc-na-Righ (Królewskie Instytucje), by zachować zwyczaje, obyczaje i zarząd w królestwie. Był sławnym autorem w dziedzinie prawa, synchronizmów oraz historii. Jego zbiór praw przetrwał przez wiele wieków. Cormac był tym, który rozkazał zebranym w Tarze kronikarzom irlandzkim, by napisali kroniki Irlandii w jednym woluminie. Książka zwana Psałterzem z Tary, zawierała współczesne czyny oraz synchronizację królów Irlandii z królami i cesarzami świata oraz królów prowincji z monarchami Irlandii. Zamieszczono tam upoważnienia monarchów Irlandii w stosunku do prowincjonalnych królów oraz czynsze i opłaty tych prowincjonalnych królów z ich ziem, od pana wielkiego rodu do młodszego rangą. Opisano tam także granice i podziały ziem Irlandii.
Wygnanie Déisi, tekst z VIII w., opisuje wrogość pomiędzy Cormacem a plemieniem Déisi, potomków pradziadka Cormaca, Fedlimida Rechtmara, zamieszkującym Tarę. Cellach, syn Cormaca uprowadził Forach, córkę wodza Déisi. Jej stryj Óengus Gaíbúaibthech przybył, by uratować ją. Cellach odmówił wypuszczenia jej. Wówczas Óengus pobiegł na niego ze swą „straszną włócznią”, która miała przymocowane trzy łańcuchy; te łańcuchy raniły jednego z doradców Cormaca oraz oślepiły Cormaca na jedne oko. Cormac walczył z plemieniem Déisi w siedmiu bitwach. Ostatecznie wygnał ich z Tary. Wygnańcy powędrowali częściowo do Walii południowej, częściowo do Leinsteru południowego. Cormac, straciwszy oko, wyruszył do Tech Cletig na wzgórzu Achall. Bowiem, jako oszpecony, nie mógł być królem zasiadającym w Tarze. Jego obowiązki króla przejął syn Cairbre II Liffechair.

## Śmierć
Cormac Ulfada, po dwudziestu trzech lub czterdziestu latach panowania, zmarł w Cleitach nad rzeką Boyne. Udławił się ością łososia, który utkwił mu w gardle. Podobno miał umrzeć jako chrześcijanin. Przed swą śmiercią dał instrukcje, dotyczące jego pochówku. Zamiast w Brugh, sławnym miejscu pochówku przedchrześcijańskich królów Irlandii, chciał być pogrzebany w Ross-na Ri [Rosnaree] w pobliżu Slane-both w hrabstwie Meath. Wyraził także życzenie zwrócenia jego twarzy ku Wschodowi — z powodu poważania jakiego żywił dla Zbawiciela Świata, o którym wiedział, że był tam urodzony oraz ukrzyżowany. Jego następcą na tronie został król Ulsteru Eochaid III Gonnat z dynastii Dál Fiatach.

## Rodzina
Według sagi „Melodia Domu Bucheta”, Cormac miał poślubić Eithne Tháebfotę, córkę Cathaira Mora i przybranej córki Bucheta, bogatego właściciela bydła z Leinsteru, którego gościnność była tak wykorzystana, że zubożał. Jednak w innych tradycjach Eithne to żona dziadka Cormaca, Conna Cédcathacha. Geoffrey Keating mówi, że przybrana córka Bucheta, którą Cormac poślubił to była inna Eithne, Eithne Ollamda, córka Dúnlainga (Dunlanga), króla Leinsteru. Według Keatinga, Cormac wziął drugą żonę, Ciarnait, córkę króla ludu Cruithni. Eithne, zazdroszcząc jej piękna, zmuszała ją do mielenia dziewięciu miar ziarna dziennie. Cormac uwolnił ją od tej pracy przez zbudowanie pierwszego w kraju młyna wodnego.
Cormac miał z żoną Eithne Ollamda sześciu synów i dziesięć córek (tylko dwie znane z imienia): 
- Cairbre II Liffechair, przyszły zwierzchni król Irlandii
- Muiredach
- Mogruith
- Cellach, zmarł bezpotomnie
- Daire, zmarł bezpotomnie
- Aengus Finn
- Ailbe Gruadbrecc („o Barwnych Policzkach”), żona Fionna mac Cumhaill
- Grainne, żona Diarmuida Ua Duibhne, Fionna mac Cumhaill

## Skrócona genealogia
|           |           |                       |                       |                       |                       |                       |                       |          |          |                     |                     | Conn Cédcathach     | Conn Cédcathach     | Conn Cédcathach     | Conn Cédcathach     | Conn Cédcathach | Conn Cédcathach |               |               | Eithne Táebfota | Eithne Táebfota | Eithne Táebfota | Eithne Táebfota | Eithne Táebfota | Eithne Táebfota |                   |                   |                   |                   |                     |                     |                     |                     |                     |                     |                   |                   |                   |                   |        |        |                    |                    |                    |                    |                    |                    |               |               |               |               |  |  |  |  |  |  |  |  |  |  |  |  |
|           |           |                       |                       |                       |                       |                       |                       |          |          |                     |                     | Conn Cédcathach     | Conn Cédcathach     | Conn Cédcathach     | Conn Cédcathach     | Conn Cédcathach | Conn Cédcathach |               |               | Eithne Táebfota | Eithne Táebfota | Eithne Táebfota | Eithne Táebfota | Eithne Táebfota | Eithne Táebfota |                   |                   |                   |                   |                     |                     |                     |                     |                     |                     |                   |                   |                   |                   |        |        |                    |                    |                    |                    |                    |                    |               |               |               |               |  |  |  |  |  |  |  |  |  |  |  |  |
|           |           |                       |                       |                       |                       |                       |                       |          |          |                     |                     |                     |                     |                     |                     |                 |                 |               |               |                 |                 |                 |                 |                 |                 |                   |                   |                   |                   |                     |                     |                     |                     |                     |                     |                   |                   |                   |                   |        |        |                    |                    |                    |                    |                    |                    |               |               |               |               |  |  |  |  |  |  |  |  |  |  |  |  |
|           |           |                       |                       |                       |                       |                       |                       |          |          |                     |                     |                     |                     |                     |                     |                 |                 |               |               |                 |                 |                 |                 |                 |                 |                   |                   |                   |                   |                     |                     |                     |                     |                     |                     |                   |                   |                   |                   |        |        |                    |                    |                    |                    |                    |                    |               |               |               |               |  |  |  |  |  |  |  |  |  |  |  |  |
|           |           | Medb Lethderg         | Medb Lethderg         | Medb Lethderg         | Medb Lethderg         | Medb Lethderg         | Medb Lethderg         |          |          | Art III Aonfer      | Art III Aonfer      | Art III Aonfer      | Art III Aonfer      | Art III Aonfer      | Art III Aonfer      |                 |                 | Echtach       | Echtach       | Echtach         | Echtach         | Echtach         | Echtach         |                 |                 |                   |                   |                   |                   | MacNiad mac Lugdach | MacNiad mac Lugdach | MacNiad mac Lugdach | MacNiad mac Lugdach | MacNiad mac Lugdach | MacNiad mac Lugdach |                   |                   | Saraid            | Saraid            | Saraid | Saraid | Saraid             | Saraid             |                    |                    | Ailill I Olum      | Ailill I Olum      | Ailill I Olum | Ailill I Olum | Ailill I Olum | Ailill I Olum |  |  |  |  |  |  |  |  |  |  |  |  |
|           |           | Medb Lethderg         | Medb Lethderg         | Medb Lethderg         | Medb Lethderg         | Medb Lethderg         | Medb Lethderg         |          |          | Art III Aonfer      | Art III Aonfer      | Art III Aonfer      | Art III Aonfer      | Art III Aonfer      | Art III Aonfer      |                 |                 | Echtach       | Echtach       | Echtach         | Echtach         | Echtach         | Echtach         |                 |                 |                   |                   |                   |                   | MacNiad mac Lugdach | MacNiad mac Lugdach | MacNiad mac Lugdach | MacNiad mac Lugdach | MacNiad mac Lugdach | MacNiad mac Lugdach |                   |                   | Saraid            | Saraid            | Saraid | Saraid | Saraid             | Saraid             |                    |                    | Ailill I Olum      | Ailill I Olum      | Ailill I Olum | Ailill I Olum | Ailill I Olum | Ailill I Olum |  |  |  |  |  |  |  |  |  |  |  |  |
|           |           |                       |                       |                       |                       |                       |                       |          |          |                     |                     |                     |                     |                     |                     |                 |                 |               |               |                 |                 |                 |                 |                 |                 |                   |                   |                   |                   |                     |                     |                     |                     |                     |                     |                   |                   |                   |                   |        |        |                    |                    |                    |                    |                    |                    |               |               |               |               |  |  |  |  |  |  |  |  |  |  |  |  |
|           |           |                       |                       |                       |                       |                       |                       |          |          |                     |                     |                     |                     | Cormac Ulfada       | Cormac Ulfada       | Cormac Ulfada   | Cormac Ulfada   | Cormac Ulfada | Cormac Ulfada |                 |                 | Eithne Ollamda  | Eithne Ollamda  | Eithne Ollamda  | Eithne Ollamda  | Eithne Ollamda    | Eithne Ollamda    |                   |                   |                     |                     |                     |                     | Lugaid VI MacConn   | Lugaid VI MacConn   | Lugaid VI MacConn | Lugaid VI MacConn | Lugaid VI MacConn | Lugaid VI MacConn |        |        | Éogan Mór          | Éogan Mór          | Éogan Mór          | Éogan Mór          | Éogan Mór          | Éogan Mór          |               |               |               |               |  |  |  |  |  |  |  |  |  |  |  |  |
|           |           |                       |                       |                       |                       |                       |                       |          |          |                     |                     |                     |                     | Cormac Ulfada       | Cormac Ulfada       | Cormac Ulfada   | Cormac Ulfada   | Cormac Ulfada | Cormac Ulfada |                 |                 | Eithne Ollamda  | Eithne Ollamda  | Eithne Ollamda  | Eithne Ollamda  | Eithne Ollamda    | Eithne Ollamda    |                   |                   |                     |                     |                     |                     | Lugaid VI MacConn   | Lugaid VI MacConn   | Lugaid VI MacConn | Lugaid VI MacConn | Lugaid VI MacConn | Lugaid VI MacConn |        |        | Éogan Mór          | Éogan Mór          | Éogan Mór          | Éogan Mór          | Éogan Mór          | Éogan Mór          |               |               |               |               |  |  |  |  |  |  |  |  |  |  |  |  |
|           |           |                       |                       |                       |                       |                       |                       |          |          |                     |                     |                     |                     |                     |                     |                 |                 |               |               |                 |                 |                 |                 |                 |                 |                   |                   |                   |                   |                     |                     |                     |                     |                     |                     |                   |                   |                   |                   |        |        |                    |                    |                    |                    |                    |                    |               |               |               |               |  |  |  |  |  |  |  |  |  |  |  |  |
|           |           |                       |                       |                       |                       |                       |                       |          |          |                     |                     |                     |                     |                     |                     |                 |                 |               |               |                 |                 |                 |                 |                 |                 |                   |                   |                   |                   |                     |                     |                     |                     |                     |                     |                   |                   |                   |                   |        |        |                    |                    |                    |                    |                    |                    |               |               |               |               |  |  |  |  |  |  |  |  |  |  |  |  |
|           |           | Cairbre II Liffechair | Cairbre II Liffechair | Cairbre II Liffechair | Cairbre II Liffechair | Cairbre II Liffechair | Cairbre II Liffechair |          |          | Diarmuid Ua Duibhne | Diarmuid Ua Duibhne | Diarmuid Ua Duibhne | Diarmuid Ua Duibhne | Diarmuid Ua Duibhne | Diarmuid Ua Duibhne |                 |                 | Gráinne       | Gráinne       | Gráinne         | Gráinne         | Gráinne         | Gráinne         |                 |                 | Fionn mac Cumhail | Fionn mac Cumhail | Fionn mac Cumhail | Fionn mac Cumhail | Fionn mac Cumhail   | Fionn mac Cumhail   |                     |                     | Aillbe              | Aillbe              | Aillbe            | Aillbe            | Aillbe            | Aillbe            |        |        | Fiacha Muillethan  | Fiacha Muillethan  | Fiacha Muillethan  | Fiacha Muillethan  | Fiacha Muillethan  | Fiacha Muillethan  |               |               |               |               |  |  |  |  |  |  |  |  |  |  |  |  |
|           |           | Cairbre II Liffechair | Cairbre II Liffechair | Cairbre II Liffechair | Cairbre II Liffechair | Cairbre II Liffechair | Cairbre II Liffechair |          |          | Diarmuid Ua Duibhne | Diarmuid Ua Duibhne | Diarmuid Ua Duibhne | Diarmuid Ua Duibhne | Diarmuid Ua Duibhne | Diarmuid Ua Duibhne |                 |                 | Gráinne       | Gráinne       | Gráinne         | Gráinne         | Gráinne         | Gráinne         |                 |                 | Fionn mac Cumhail | Fionn mac Cumhail | Fionn mac Cumhail | Fionn mac Cumhail | Fionn mac Cumhail   | Fionn mac Cumhail   |                     |                     | Aillbe              | Aillbe              | Aillbe            | Aillbe            | Aillbe            | Aillbe            |        |        | Fiacha Muillethan  | Fiacha Muillethan  | Fiacha Muillethan  | Fiacha Muillethan  | Fiacha Muillethan  | Fiacha Muillethan  |               |               |               |               |  |  |  |  |  |  |  |  |  |  |  |  |
|           |           |                       |                       |                       |                       |                       |                       |          |          |                     |                     |                     |                     |                     |                     |                 |                 |               |               |                 |                 |                 |                 |                 |                 |                   |                   |                   |                   |                     |                     |                     |                     |                     |                     |                   |                   |                   |                   |        |        |                    |                    |                    |                    |                    |                    |               |               |               |               |  |  |  |  |  |  |  |  |  |  |  |  |
|           |           |                       |                       |                       |                       |                       |                       |          |          |                     |                     |                     |                     |                     |                     |                 |                 |               |               |                 |                 |                 |                 |                 |                 |                   |                   |                   |                   |                     |                     |                     |                     |                     |                     |                   |                   |                   |                   |        |        |                    |                    |                    |                    |                    |                    |               |               |               |               |  |  |  |  |  |  |  |  |  |  |  |  |
|           |           | Fiacha VI Sraibtine   | Fiacha VI Sraibtine   | Fiacha VI Sraibtine   | Fiacha VI Sraibtine   | Fiacha VI Sraibtine   | Fiacha VI Sraibtine   |          |          |                     |                     |                     |                     |                     |                     |                 |                 |               |               | Eochaid Doimlén | Eochaid Doimlén | Eochaid Doimlén | Eochaid Doimlén | Eochaid Doimlén | Eochaid Doimlén |                   |                   |                   |                   |                     |                     |                     |                     |                     |                     |                   |                   |                   |                   |        |        | Ailill II Flannbec | Ailill II Flannbec | Ailill II Flannbec | Ailill II Flannbec | Ailill II Flannbec | Ailill II Flannbec |               |               |               |               |  |  |  |  |  |  |  |  |  |  |  |  |
|           |           | Fiacha VI Sraibtine   | Fiacha VI Sraibtine   | Fiacha VI Sraibtine   | Fiacha VI Sraibtine   | Fiacha VI Sraibtine   | Fiacha VI Sraibtine   |          |          |                     |                     |                     |                     |                     |                     |                 |                 |               |               | Eochaid Doimlén | Eochaid Doimlén | Eochaid Doimlén | Eochaid Doimlén | Eochaid Doimlén | Eochaid Doimlén |                   |                   |                   |                   |                     |                     |                     |                     |                     |                     |                   |                   |                   |                   |        |        | Ailill II Flannbec | Ailill II Flannbec | Ailill II Flannbec | Ailill II Flannbec | Ailill II Flannbec | Ailill II Flannbec |               |               |               |               |  |  |  |  |  |  |  |  |  |  |  |  |
|           |           |                       |                       |                       |                       |                       |                       |          |          |                     |                     |                     |                     |                     |                     |                 |                 |               |               |                 |                 |                 |                 |                 |                 |                   |                   |                   |                   |                     |                     |                     |                     |                     |                     |                   |                   |                   |                   |        |        |                    |                    |                    |                    |                    |                    |               |               |               |               |  |  |  |  |  |  |  |  |  |  |  |  |
|           |           |                       |                       |                       |                       |                       |                       |          |          |                     |                     |                     |                     |                     |                     |                 |                 |               |               |                 |                 |                 |                 |                 |                 |                   |                   |                   |                   |                     |                     |                     |                     |                     |                     |                   |                   |                   |                   |        |        |                    |                    |                    |                    |                    |                    |               |               |               |               |  |  |  |  |  |  |  |  |  |  |  |  |
| Connachta | Connachta | Connachta             | Connachta             | Connachta             | Connachta             |                       |                       | Uí Néill | Uí Néill | Uí Néill            | Uí Néill            | Uí Néill            | Uí Néill            |                     |                     | *               | *               | *             | *             | *               | *               |                 |                 | Uí Maine        | Uí Maine        | Uí Maine          | Uí Maine          | Uí Maine          | Uí Maine          |                     |                     | Airgíalla           | Airgíalla           | Airgíalla           | Airgíalla           | Airgíalla         | Airgíalla         |                   |                   |        |        | Eóganacht          | Eóganacht          | Eóganacht          | Eóganacht          | Eóganacht          | Eóganacht          |               |               |               |               |  |  |  |  |  |  |  |  |  |  |  |  |